# Daxing
Daxing léase Da-Sing (en chino simplificado, 大兴区; pinyin, Dàxīng qū) es uno de los 16 distritos de la ciudad de Pekín, República Popular China. Localizado al sur de la ciudad, tiene una superficie de 1.012 kilómetros cuadrados y una población de 1.350.000.
Este distrito fue construido en 392 a. C.

## Administración
El distrito de Danxíng se divide en 14 poblados, 3 subdistritos y 572 aldeas.
- Poblado Huáng cūn黄村镇
- Poblado yú fá 榆垡镇
- Poblado yínghǎi 瀛海镇
- Poblado páng gè zhuāng 庞各庄镇
- Poblado āndìng 安定镇
- Poblado qīngyún diàn 青云店镇
- Poblado xī hóng mén 西红门镇
- Poblado cǎi yù 采育镇
- Poblado yìzhuāng 亦庄镇
- Poblado jiù gōng 旧宫镇
- Poblado lǐ xián 礼贤镇
- Poblado běi zāng cūn 北臧村镇
- Poblado wèishànzhuāng 魏善庄镇
- Poblado zhǎngzǐ Yíng 长子营镇
- Subdistrito Xìngfēng 兴丰街道
- Subdistrito lín xiào lù 林校路街道
- Subdistrito qīng yuán 清源街道